# Saint-Beauzire (Haute-Loire)
Saint-Beauzire település Franciaországban, Haute-Loire megyében. Lakosainak száma 453 fő (2022. január 1.). Saint-Beauzire Beaumont, Espalem, Grenier-Montgon, Lorlanges, Lubilhac, Paulhac, Saint-Géron, Saint-Just-près-Brioude és Saint-Laurent-Chabreuges községekkel határos.

## Népesség
A település népessége az elmúlt években az alábbi módon változott:
| Lakosok száma | 282  | 230  | 236  | 306  | 337  | 347  | 415  | 450  | 453  | 453  |
|               | 1968 | 1982 | 1990 | 2006 | 2013 | 2015 | 2017 | 2019 | 2020 | 2022 |